# Araeognatha lankesteri
Araeognatha lankesteri là một loài bướm đêm trong họ Noctuidae.